# Renée Vidal
Renée Vidal, nom artístic de Zélia Vidal (Perpinyà, 26 de maig de 1861 - Illa, 15 d'octubre de 1911) fou una mezzosoprano catalana.
Es va traslladar a París, on es va incorporar al Conservatori de Música. Va guanyar un segon premi d'òpera el 1885 i va actuar successivament a Marsella i a Lió, sota la direcció de Campocasso. Va debutar a l'Opéra de París amb Aida (Amneris) el 2 d'octubre de 1889. Després va cantar a Le Prophète (Fidès, 1889), Rigoletto (Madeleine) i Hamlet (la Reina) el 1890. La temporada 1887-1888 va actuar al Gran Teatre del Liceu de Barcelona, interpretant els papers d'Amneris, a Aida, i d'Ortrud, a Lohengrin.
Durant uns anys, va mantenir brillantment els diversos papers de mezzosoprano a l'Òpera de París, fins que es va casar amb un metge, el senyor Planet, i va decidir renunciar a la seva carrera com a cantant. Va morir a Illa el 15 d'octubre de 1911.

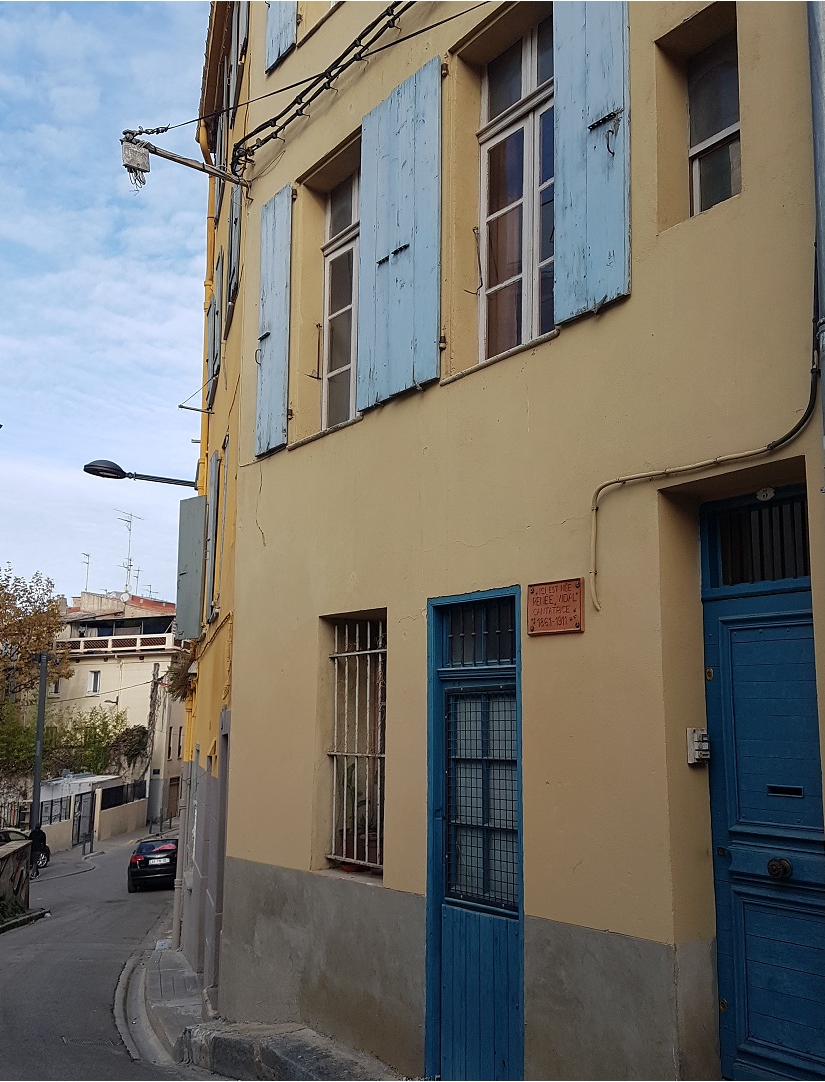
Casa en què nasqué Renée Vidal, a Perpinyà